# Schönhering-Blankenberg
Die Hochfreien von Schönhering-Blankenberg waren ein bayerisch-österreichisches Adelsgeschlecht (bzw. Adelsgeschlechter) mit ihrem Sitz in Schönhering und Blankenberg.

## Geschlechtergeschichte

### Die von Schönhering
Testiert sind Angehörige der Familie de Sconheringen seit 1080. Aufgelistet sind lediglich jene, deren Existenz dokumentiert ist; die Liste bietet keine Vollständigkeit (in mittelalterlichen Urkunden hatte sich noch keine einheitliche Handhabung für Bezeichnungen, wie ob nun von oder (lat.) de, und die Orthographie von Namen etabliert).
- Bernhard von Sconhering (1080), auch Bernhardus de Shonheringen, bzw. Pernhart I., möglicherweise jener Pernhart iuxta Mouhelle, welcher mit dem Edlen Eppo von Windberg 1108 Kleinzell (das predium Celle) an Sankt Florian gab. Dessen Söhne waren
- Pernhart II., Udalrich I., sowie
- Engelbert I. von Schönhering (um 1130), wie das älteste Totenbuch mit "Engilbreht de Sonheringen oc." (will heißen occisus) vermerkt, starb er keines natürlichen Todes, sondern wurde erschlagen.
- Egelolf von Schonheringen (1140)
- Seifried von Schönering (um 1170)
- Engilbertus de Sconheringen (um 1170), wohl Engelbert II. von Schönhering, bzw. von Schönhering-Blankenberg
- Chunegunde und Eberhard de Schönheringen (1262)
- Bernhard von Schönhering ist der letzte Herr des Geschlechts, er nahm 1268 als Beisitzer an einer Gerichtstagung unter der Linde in Aldersbach teil.

### Die von Blankenberg
Seit etwa 1150 gründeten sich die Schönheringer in Blankenberg eine neue Heimat, den Edelsitz dieser entspringenden Linie.
- Engelbert II. von Schönhering-Blankenberg († um 1187, 1190 oder 1192 bei St. Georgen in austria), er ist von 1155 bis 1182 (wohl neuer) Burgherr der Festung zu Blankenberg und damit der erste, der sich von dort benennt, lebte um 1177 allerdings auf dem Schloss St. Ulrich, im Besitz der Schallenberger. Er war zweimal verheiratet, zuerst seit 1168 mit Sophia von Aist, der Schwester des berühmten Minnesängers Dietmar von Aist. Aus der ersten Ehe stammte Dietmar (nicht der Vorige) und aus der zweiten Udalrich.[1] Seine zweite Gemahlin war Kunigunde von Blankenberg, sie schenkte um 1175 die Burg Aigelsberg bei Niederwaldkirchen dem Kloster St. Nikola, die sie verwitwet um 1190 als Leibgedinge zurückerhielt.
- Siboto I. von Blankenberg (1180)
- Ullo von Blankenberg (1206)
- Witiko von Prčice und Blankenberg vermählte sich vermutlich um 1191 mit Kunigunde, der Witwe Engelberts II. Zwischen 1192 und 1194 gelangte er an die Burg Blankenberg sowie einen Teil der Blankenberger Lehen, die im passauischen Besitz waren und ihm von Bischof Wolfger von Erla bestätigt wurden. Dieses Gebiet erstreckte sich entlang des linken Ufers der Großen Mühl bis zur Donau. In den anderen Blankenberger Gebieten konnte sich Witiko nicht durchsetzen. Für die Jahre 1209 und 1220 ist neben seinem Prädikat „von Prčice“ auch das Prädikat „de Plankinberg“ belegt.[2] Witiko, der als Begründer des witigonischen Zweigs der Rosenberger gilt, residierte vermutlich zunächst auf der Burg Blankenberg.[3], wo ihm vermutlich sein Sohn
- Zacharias von Prčice und Blankenberg[4] nachfolgte.
- Veit von Blankenberg (1298)

### Verwandtschaftliche Beziehung zu den Witigonen
Die mittlerweile wissenschaftlich obsolete Behauptung, die bedeutenden, altböhmischen Witigonen stammten von dem Geschlecht der Schönhering-Blankenberg ab, wird sowohl von deutschen als auch tschechischen Historikern abgelehnt, da hierfür bis heute keine eindeutigen Belege vorliegen. Die Behauptung wurde 1874 von Matthias Pangerl in seinem Aufsatz Die Witigonen ohne eindeutige Nachweise aufgestellt.
Der Ahnherr der Witigonen Witiko von Prčice ist in Böhmen bereits im Jahr 1165 als Mundschenk am Hofe des Herzogs Vladislav II. nachgewiesen. Erst die Heiratsbeziehungen der beiden Geschlechter stellten historische Bezüge zwischen den anrainenden Territorien her. Witikos gleichnamiger Sohn Witiko von Prčice und Blankenberg heiratete vermutlich um 1191 Kunigunde, die Witwe des Engelbert II. von Schönhering-Blankenberg und gelangte dadurch an die Burg Blankenberg im Mühlviertel, von der sich sein Beiname ableitet. Das Jahr 1191 stellt somit den frühesten Nachweis von witigonischer Gutsherrschaft in deutschen Gebieten dar.

## Rechtsnachfolger der Herrschaft

### Die Vischgrätl von Schönhering
Gegen Ende des 13. Jahrhunderts versiegen die Quellen, was das Geschlecht derer von Schönhering-Blankenberg betrifft. Erst im 14. Jahrhundert tritt die Linie der Vischgrätl zu Schönhering, die wohl ebenso wie das Geschlecht Bernhards von Schönhering den Edelsitz zu Schönhering innehatten. Ob sie in einer verwandtschaftlichen Beziehung zu ihren Vorgängern stehen, ist unklar.
- Kaspar der Vischgrätl von Schönhering (bezeugt 1340, † 1363)
- Peter der Vischgrätl von Schönhering (1381, stiftet einen Jahrtag in der Stiftskirche zu Vilshofen), dessen Söhne sind
- Peter und Kaspar die Vischgrätl von Schönhering (1415, verkauften einen Hof in Schwanham).

## Vasallen
Als Vasallen derer von Schönhering-Blankenberg werden seit 1140 folgende Adlige genannt:
- Hezil von Fiuhtinpach (Feuchtenbach, Pf. Altenfelden)
- Egeno von Posenbach
- Chunrad von Grube (Pf. Kirchberg)
- Otto von Haslbach (Haselbach, Pf. Altenfelden)(1159), wohl Otto de Planchenberge, Burghüter auf Blankenberg

Nachstehende seit dem Jahr 1180:
- Alram de Birchenstaine (Pührnstein)
- Pabo de Libenstaine (Liebenstein, Pf. Altenfelden)
- Gerrich de Planchberge (Burghüter)
- Diether de Sconering (Schönhering)
- Siboto de Planchenberge (Blankenberg)
- Fridericus, Vdalricus, und Arnoldus de Planchenberch
- Otto de Haselbach (1185)
- Siboto de S. Vlrico (St. Ulrich, Pf. Waldkirchen) und seine Söhne Heinrich, Siboto und Ulrich
- Riker von Blanchinberch (Blankenberg)
- Chunrad von Apphilspash (Apfelsbach, Pf. Kleinzeil)
- During und Hadmar de Aicha (Aichingerhöfe bei Plöcking, Pf. S. Martin)
- Marquard Gallus de Beura (Hanner, ein noch jetzt häufig vorkommender Name im Mühlviertel, zu Bairach nächst Neufelden)
- Wernher von Wiglinstorf (Weiglsdorf bei Kleinzell)
- Egeno de Nuzpovme (wohl identisch mit dem Pesenbacher)
- Eberwin von Fiuhtinbach und dessen Bruder Robert
- Heinrich und Wernher von Winsperch (Pf. Kirchberg)
- Einwik von Vischpach (Pf. Rorbach)
- Siboto Ermanstorf (Erdmansdorf, Pf. S. Peter)
- Hermann von Bocksruck